# رسم فلورنسي

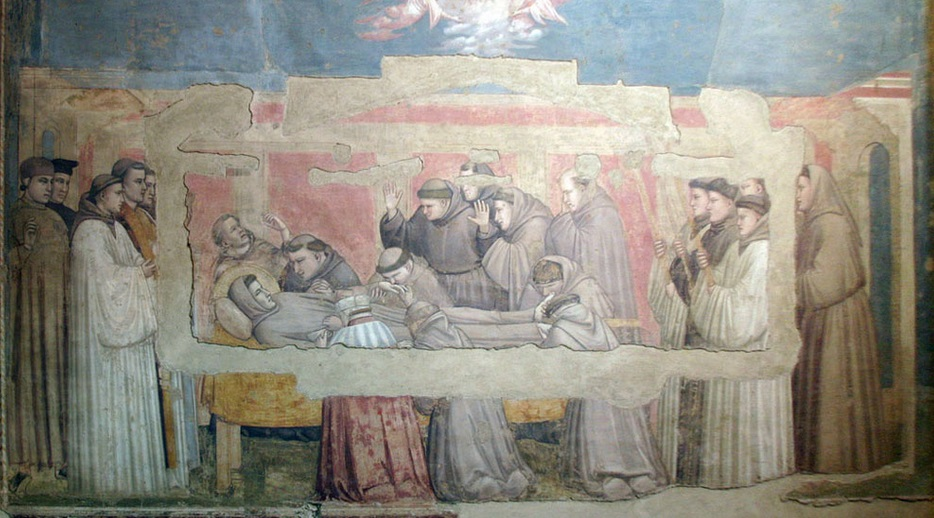

يشير الرسم الفلورنسي أو المدرسة الفلورنسية إلى الفنانين المتأثرين بالأسلوب الواقعي الذي تطور في فلورنسا في القرن الرابع عشر، بجهود كبيرة من جوتو دي بوندوني والمدرسة الرائدة للرسم الغربي في القرن الخامس عشر. كان فرا أنجيليكو وبوتيتشيلي وفيليبو ليبي وعائلة غيرلانديو وماسولينو وماساكيو، بعضًا من أشهر رسامي المدرسة الفلورنسية السابقة.
كانت فلورنسا مسقط رأس النهضة الإيطالية العليا، لكن أهم الفنانين انجذبوا إلى روما في أوائل القرن السادس عشر بمن فيهم ميكيلانجيلو ورفائيل، حيث تشكلت فيها أكبر اللجان في ذلك الوقت. بحلول فترة الباروك، اعتُبر عدد قليل من الفنانين الكثر الذين عملوا في فلورنسا من الشخصيات الرئيسية.

## قبل عام 1400
شكل الفن المميز التوسكاني المبكر الذي أُنتج في القرن الثالث عشر في بيزا ولكة، الأساس للتطور اللاحق. أظهر نيكولا بيسانو تقديره للأشكال الكلاسيكية مثلما فعل ابنه جيوفاني بيسانو الذي حمل الأفكار الجديدة للنحت القوطي إلى التوسكانية الرائجة وشكل شخصيات طبعانية غير مسبوقة. ظهر هذا في أعمال رسامي بيزا خلال القرنين الثاني عشر والثالث عشر، ولا سيما غيونتا بيسانو الذي أثر بدور على عظماء مثل تشيمابو ومن خلاله جوتو وفناني أوائل القرن الرابع عشر في فلورنسا.
تعتبر الزخرفة الفسيفسائية الداخلية لقبة معمودية سان جون التي بدأت نحو عام 1225، أقدم مشروع تصويري فلورنسي كبير الحجم. على الرغم من مشاركة الفنانين الفينيسيين في المشروع، إلا أن الفنانين التوسكانيين ابتكروا مشاهد تعبيرية حية، أظهرت المحتوى العاطفي على عكس التقاليد البيزنطية السائدة. يُقال إن كوبو دي ماركوفالدو كان المسؤول عن الشخصية الرئيسية للمسيح وهو أول فلورنسي يشارك في المشروع. تُنسب لوحات العذراء والطفل التي رُسمت لكنائس سيرفيت في سيينا وأورفييتو في بعض الأحيان لكوبو.
نُفذت أعمال مماثلة في كنائس فلورنسا مثل كنيسة سانتا ماريا نوفيلا وسانتا ترينيتا وأوغنيسانتي في أواخر القرن الثالث عشر وأوائل القرن الرابع عشر، مثل لوحة مادونا والطفل المتوج والملائكة الستة أو روتشيلا مادونا نحو عام 1285 للفنان دوتشيو، والتي رسمها لكنيسة سانتا ماريا نوفيلا وتوجد اليوم في معرض أوفيزي. تُظهر اللوحة تطورًا في الفضاء الطبيعي والشكل، ولعلها لم تُرسم أساسًا لتكون قطعة للمذبح. استُخدمت لوحات العذراء في أعلى حواجز المذبح، كما هو الحال في كنيسة القديس فرنسيس الأسيزي، التي تضم اللوحة ضمن جدارية التحقق من الندبة من مجموعة حياة القديس فرنسيس. مع ذلك، احتفظت كل من مادونا سانتا ترينيتا لتشيمابو وروتشيلا مادونا لدوتشيو بالأسلوب السابق لإظهار الضوء على الأقمشة كشبكة من الخطوط.
قد يكون إحساس جوتو بالضوء تأثر بالجداريات التي رآها أثناء عمله في روما، ولوحات الحائط القصصية خاصة تلك التي رُسمت بتكليف من عائلة باردي. وضع جوتو شخصياته ضمن فضاء طبيعي ذو بعد وتعبير دراماتيكي. استخدم أقرانه مثل برناندو دادي منهجًا مشابهًا فيما يتعلق بالضوء، وشجعتهم الموضوعات التي كُلفوا بها من الكنائس الفرنسيسكانية والدومينيكية في القرن الرابع عشر، على زيادة اهتمامهم بالطبعانية، وأثروا على رسامي فلورنسا في القرون التالية. كانت بعض الموضوعات عبارة عن تركيبات تقليدية مثل تلك التي تتعامل مع مؤسس النظام والقديسين الأوائل، بينما لم يكن هنالك سوابق لبعضها الآخر مثل المشاهد من الأحداث الأخيرة والأشخاص والأماكن، وهذا ما سمح بالابتكار.
شهد القرن الثالث عشر زيادة في الطلب على الرسوم اللوحية الدينية، ولا سيما قطع المذبح، وعلى الرغم من أن السبب وراء ذلك كان غامضًا، أنشأ الرسامون والنجارون التوسكانيون في أوائل القرن الرابع عشر قطع المذبح الأكثر تطورًا متعددة الألواح وذات الإطار المعقد. لوحظ من خلال العقود الزمنية أن العملاء كان لديهم تشكيل خشبي في أذهانهم مسبقًا قبل أن يكلفوا فنانًا ما بالعمل، وناقشوا الشخصيات الدينية التي ستصُور مع الفنانين. في جميع الأحوال، نادرًا ما ذُكر محتوى المشاهد السردية في لوحات المذبح ضمن العقود بل تُرك أمرها للفنانين المعنيين. كلفت كنائس فلورنسا العديد من فناني سيينا لإنشاء قطع خاصة بالمذبح، مثل أوغولينو دي نيريو، الذي طُلب منه رسم عمل كبير الحجم لمذبح كنيسة سانتا كروتس، التي ربما كانت أقرب إلى الأعمال الفنية المكونة من عدة لوحات التي تلصق ببعضها على مذبح فلورنسي. سهلت النقابات -المدركة للتحفيز الذي جلبته الحرفة الخارجية- على الفنانين من مناطق أخرى العمل في فلورنسا. كان للنحاتين نقابتهم الخاصة التي تمتعت بوضع ثانوي. أصبحت النقابات نفسها راعيًا مهمًا للفن، منذ أوائل القرن الرابع عشر، أشرفت العديد من النقابات الكبرى على صيانة المباني الدينية الفردية وتحسينها، وشاركت جميع النقابات في تجديد أورسانميشيل.
تلاشت الطبعانية التي طورها فنانو فلورنسا الأوائل خلال الربع الثالث من القرن الرابع عشر، ويرجح أن يكون انتشار الطاعون سبب ذلك. كُلفت التعهدات الكبرى مثل مذبح عائلة ستروزي (التي يرجع تاريخها إلى 1354- 1357) في سانتا ماريا نوفيلا لأندريا دي سيون، الذي يشتهر عمله وعمل إخوته بأنه أكثر إبداعًا فيما يتعلق بالتعامل مع الشخصيات وامتلاكه إحساسًا مبكرًا بالفضاء المضغوط.

## عصر النهضة المبكر بعد عام 1400
استمرت فلورنسا بكونها المركز الأكثر أهمية بالنسبة للرسم في عصر النهضة الإيطالية. يعود تاريخ أقدم صور من عصر النهضة في فلورنسا إلى عام 1401، السنة الأولى من القرن التي عُرفت باسم كوتراوينتو في اللغة الإيطالية وهي مرادفة لعصر النهضة المبكر، وهي ليست عبارة عن لوحات. في ذلك التاريخ، عُقدت مسابقة للعثور على فنان لإنشاء زوج من الأبواب البرونزية لمعمودية القديس يوحنا، وهي أقدم كنيسة متبقية في المدينة. المعمودية عبارة عن مبنى كبير مثمن الشكل بُني على الطراز الرومانسكي. زُين الجزء الداخلي من القبة برسم فسيفسائي ضخم للمسيح يُعتقد أنه من تصميم كوبو دي ماركوفالدو. للمبنى ثلاث بوابات كبيرة، الوسطى منها مليئة بمجموعة من الأبواب التي أنشأها أندريا بيسانو قبل ثمانين عامًا.
قُسمت أبواب بيسانو إلى 28 مقصورة رباعية الفصوص، تحتوي على مشاهد من مشاهد سردية من حياة يوحنا المعمدان. عمل كل واحد من المتنافسين –من بينهم سبعة فنانين شباب- على تصميم لوحة من البرونز بحيث يكون لجميعها نفس الشكل والحجم، تمثل التضحية بإسحاق. نجت اثنتان من اللوحات للفنانين لورنزو غيبرتي وبرونيلشي. تعرض كل لوحة بعض الرسوم الكلاسيكية التي تشير إلى اتجاه كل من الفن والفلسفة في ذاك الوقت. استخدم غيبرتي شخصية إسحاق المجردة لخلق تمثال صغير على الطراز الكلاسيكي، يركع على قبر مزين بزخرفة الأكانثوش التي ترمز لفن روما القديمة. تذكرنا إحدى الشخصيات الإضافية في لوحة برونيلشي بشخصية برونزية رومانية معروفة لصبي يسحب شوكة من قدمه. يمثل خلق برونيلشي تحديًا في شدته الديناميكية، وهي أقل أناقة من لوحة غيبرتي فهي تدور حول الدراما والمأساة الوشيكة.
فاز غيبرتي في المسافة. استغرقت مجموعته الأولى من أبواب المعمودية 27 عامًا، وبعد ذلك كُلف بصناعة أخرى. وفرت هذه الأبواب ساحة تدريب للعديد من الفنانين في فلورنسا خلال 50 عامًا من عمل غيبرتي. أثرت الأبواب بشكل هائل على تطور الفن التصويري الفلورنسي كونها سردية في الموضوع ولا توظف فقط المهارة في التراكيب التصويرية بل أيضًا المهارة المتنامية للرسم المنظوري. كانت أيضًا عاملًا موحدًا ومصدر فخر وصداقة لكل من المدينة وفنانيها. أطلق عليهم ميكيلانجيلو اسم بوابات الجنة.